# Ludwig Moldrzyk
Ludwig Moldrzyk (* 14. Februar 1899 in Mannheim; † 15. September 1942 in Stuttgart) war ein deutscher kommunistischer Widerstandskämpfer gegen den NS-Staat.

## Leben
Ludwig Moldrzyk entstammte einer Arbeiterfamilie von Mannheim. Er hatte zwei Brüder. Nach dem Abschluss der Schulausbildung absolvierte er eine Lehre zum Metallarbeiter. Als Fräser arbeitete er bei der Firma Lanz. Schon als junger Mann trat er in die Kommunistische Partei Deutschlands (KPD) ein und engagierte sich gegen den aufkommenden Nationalsozialismus.
Nach der Machtübertragung an die NSDAP 1933 wurde er von der Gestapo verhaftet und in das KZ Ankenbuck überstellt. Als er 1934 wieder entlassen wurde, beteiligte er sich weiter am Widerstand gegen das NS-Regime. In seiner Firma verteilte er unauffällig Schriften auf dem Arbeitsplatz von Kollegen.
Als sich zwei Tage nach dem Überfall auf die Sowjetunion durch die Wehrmacht die Lechleiter-Gruppe zu einer Kampagne entschloss, die die Herstellung und Verteilung einer illegalen Druckschrift gegen den Krieg betraf, übernahm er die Verantwortung für die Verteilung dieser Schrift  „Der Vorbote“. Im Juni 1942 wurde die Gruppe durch Verrat an die Gestapo enttarnt, und so gehörte auch Moldrzyk zu den zahlreichen Verhafteten. Nach einem Verfahren vor dem Volksgerichtshof im Mannheimer Schloss wurden er und weitere 18 Widerstandskämpfer zum Tode verurteilt und am 15. September 1942 durch das Fallbeil im Landgericht Stuttgart hingerichtet.
Moldrzyk war verheiratet und hatte mit seiner Frau fünf Kinder.

## Erinnerung
- Auf dem Werksgelände seiner ehemaligen Arbeitsstätte Firma Lanz in Mannheim-Lindenhof wurde durch den Aktionskünstler Gunter Demnig ein Stolperstein verlegt.[2]